# Talaia Moreia

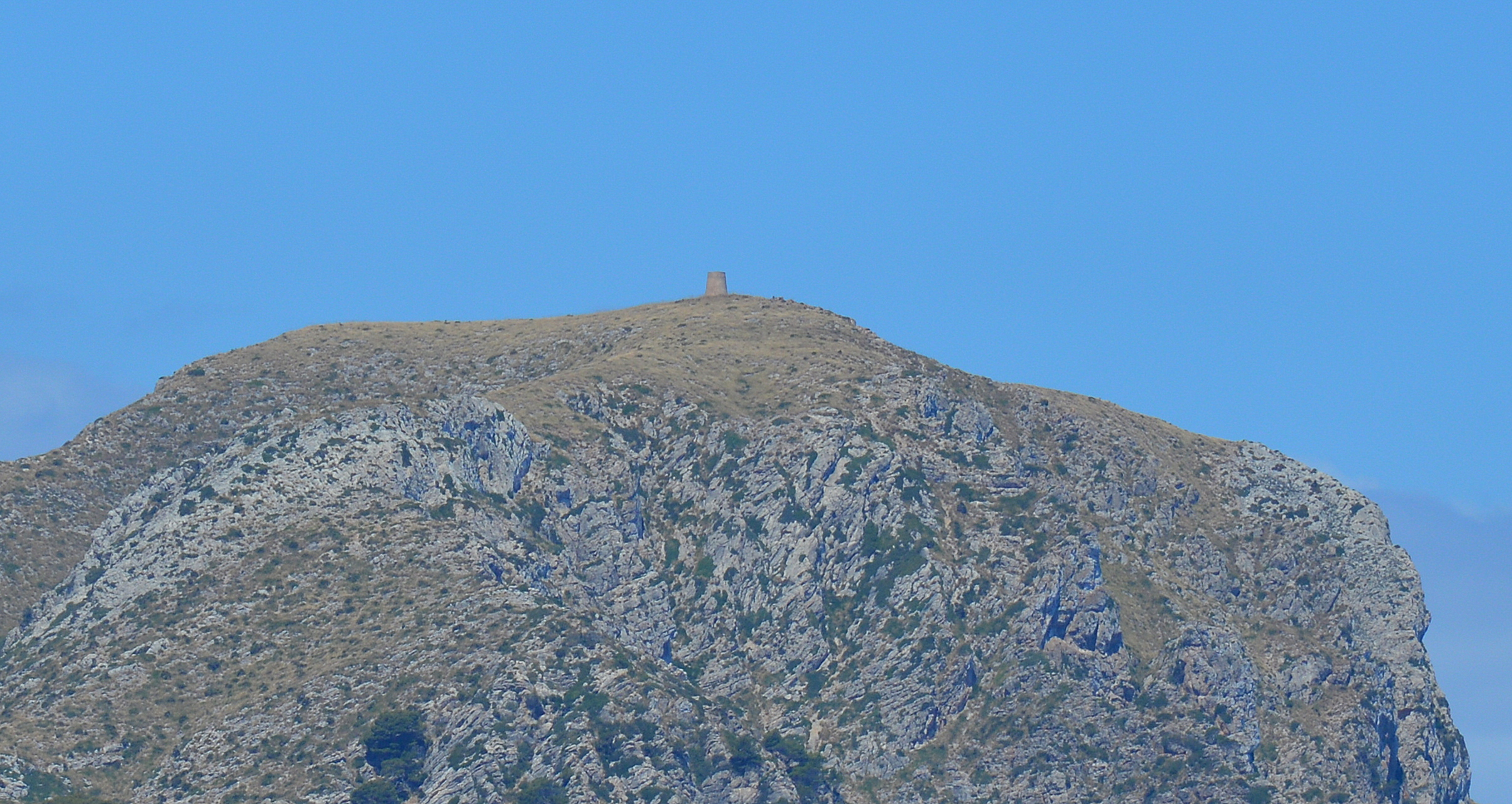
Talaia Moreia, Blick von Osten

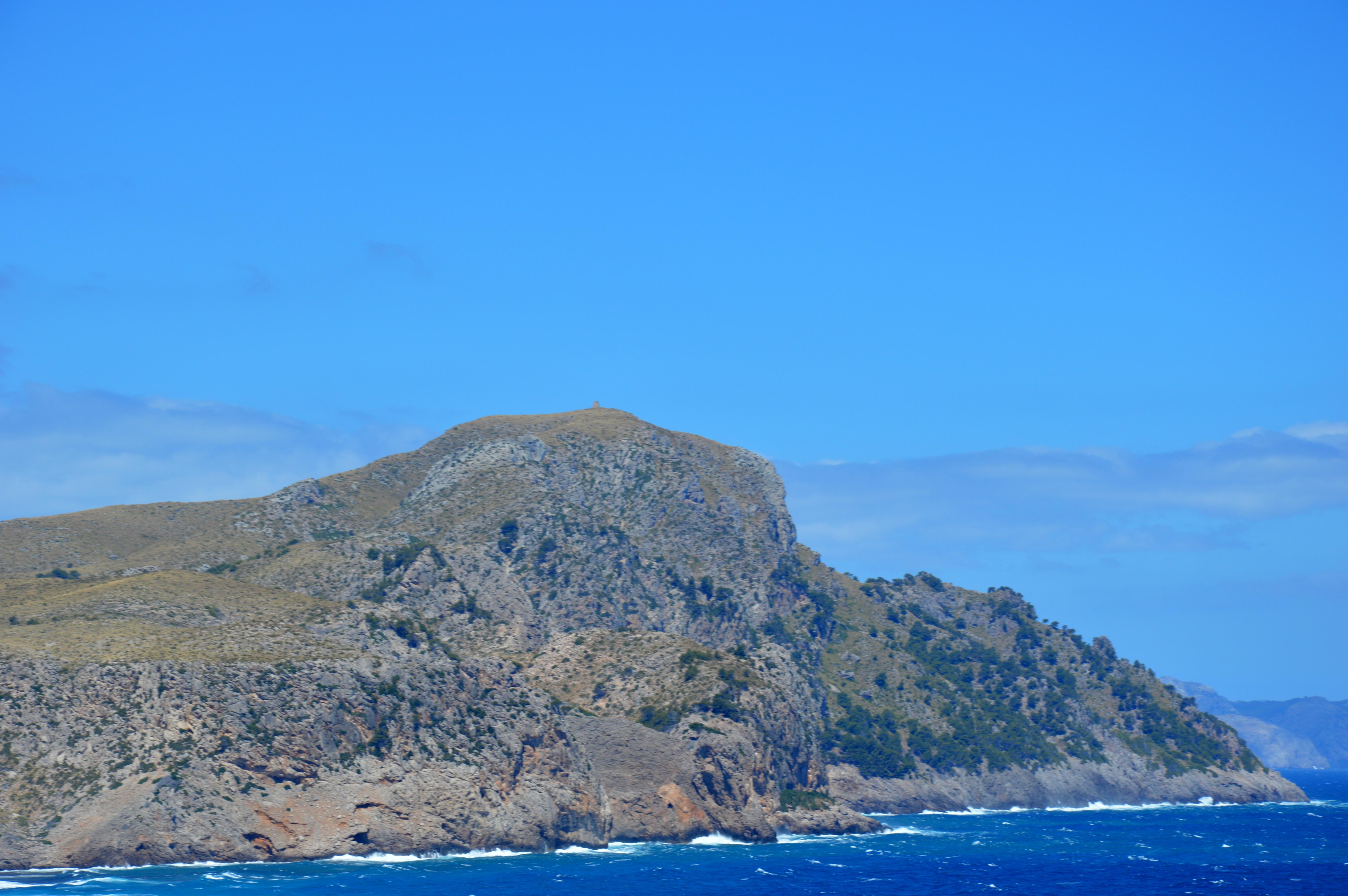
Blick auf das Kap Ferrutx mit dem Talaia Moreia

Der Talaia Moreia, auch als Torre de Moreia oder Torre de Foc bezeichnet, ist ein denkmalgeschützter Wachturm an der Küste der spanischen Mittelmeerinsel Mallorca.

## Lage
Er befindet sich in der Gemeinde Artà am Kap Ferrutx in einer Höhe von 443 msnm über dem Mittelmeer.

## Architektur und Geschichte
Der Turm wurde im Jahr 1604 errichtet und 1629 instand gesetzt, da zu diesem Zeitpunkt gehäuft Überfälle durch Piraten erfolgten. Die Höhe des Turms beträgt zehn Meter, wobei sich der Eingang in einer Höhe von fünf Metern befindet und über eine Strickleiter bzw. mittels Holzleiter oder Seil zu erreichen war, die bei Gefahr eingezogen wurden. Oberhalb der Tür wurde darüber hinaus zur Verteidigung ein Fenster mit Pechnase angeordnet. Der Turm verfügt nur über eine Kammer, oberhalb derer sich die Dachterrasse befindet.
Die Ausrüstung des sehr abgelegen und hoch stehenden Turms war ausgesprochen aufwendig. Der Turm war mit zwei nur leicht bewaffneten Wächtern besetzt und diente als Wach- und Signalturm. Er war Teil eines seit dem 16. Jahrhundert errichteten Systems, das vor Piratenangriffen warnen sollte. Die Türme des Systems waren jeweils von einem Turmwächter besetzt. Bei der Annäherung feindlicher Schiffe wurde ein Signalfeuer entzündet; am Tage frisches Holz, um ein Rauchsignal zu geben, nachts trockenes Holz, um deutlich sichtbare Flammen zu erzeugen. So alarmierte man die benachbarten, jeweils in Sichtweite errichteten Türme und das Hinterland. Im Hinterland riefen Glocken Männer zur Verteidigung zusammen. Die übrige Bevölkerung suchte Schutz in weiteren Verteidigungsbauwerken. Sein Beiname Torre de Foc bedeutet sinngemäß Feuerturm.
In der spanischen Datenbank für Kulturgüter (Bienes de Interés Cultural) ist der Turm unter der Nummer RI-51-0008346 eingetragen.
Der Wanderpfad zum Talaia Moreia wurde 2021 aus Gründen des Naturschutzes geschlossen. 